# Psychodrama (film)
Psychodrama (podtytuł Bajka o księciu i kopciuszku wystawiona w zakładzie dla nieletnich dziewcząt w D.) – polski krótkometrażowy film dokumentalny z 1969 roku w reżyserii Marka Piwowskiego.

## Treść
Grupa nieletnich wychowanek zakładu poprawczego przygotowuje inscenizację Kopciuszka, która w rzeczywistości pełni rolę psychodramy. Twórcy filmu przeprowadzają w międzyczasie rozmowy z dziewczętami, które zostały wychowane w rozbitych i patologicznych domach; z rozmów wynika, iż dziewczęta przedwcześnie przeżywają rozterki przynależne dorosłym, ale równocześnie próbują ocalić dziecięcą niewinność.

## Nagrody
| Rok  | Festiwal/instytucja                                           | Nominacja                                    | Wynik   |
| ---- | ------------------------------------------------------------- | -------------------------------------------- | ------- |
| 1972 | Krakowski Festiwal Filmowy                                    | Srebrny Smok w konkursie międzynarodowym     | Wygrana |
| 1972 | Krakowski Festiwal Filmowy                                    | Nagroda FIPRESCI                             | Wygrana |
| 1973 | Międzynarodowy Festiwal Filmów Krótkometrażowych w Oberhausen | Nagroda Katolickiego Ośrodka Filmowego w RFN | Wygrana |
| 1973 | Międzynarodowy Festiwal Filmów Krótkometrażowych w Oberhausen | Nagroda Towarzystwa Wyższych Szkół Ludowych  | Wygrana |
| 1973 | Międzynarodowy Festiwal Filmów Krótkometrażowych w Oberhausen | Wyróżnienie Jury Ewangelickiego              | Wygrana |